# Бизенталь, Ларисса
Ларисса Бизенталь (англ. Laryssa Biesenthal; род. 22 июня 1971, Уолкертон, Онтарио) — канадская гребчиха, выступавшая за сборную Канады по академической гребле во второй половине 1990-х годов. Двукратная бронзовая призёрка летних Олимпийских игр, чемпионка Панамериканских игр, обладательница серебряных и бронзовых медалей чемпионатов мира, победительница и призёрка многих регат национального значения.

## Биография
Ларисса Бизенталь родилась 22 июня 1971 года в поселении Уолкертон провинции Онтарио, Канада.
Изначально занималась лёгкой атлетикой, но в 1990 году во время учёбы в Университете Британской Колумбии перешла в академическую греблю. Состояла в университетской гребной команде, неоднократно принимала участие в различных студенческих соревнованиях. Позже проходила подготовку в Бернаби в местном гребном клубе Burnaby Lake Rowing Club.
Первого серьёзного успеха на взрослом международном уровне добилась в сезоне 1995 года, когда вошла в основной состав канадской национальной сборной и побывала на чемпионате мира в Тампере, откуда привезла награду серебряного достоинства, выигранную в зачёте парных четвёрок — пропустила вперёд только экипаж из Германии.
Благодаря череде удачных выступлений удостоилась права защищать честь страны на летних Олимпийских играх 1996 года в Атланте. Совместно с партнёршами Дайан О’Грэйди, Кэтлин Хеддл и Марни Макбин показала третий результат в парных четвёрках, уступив командам из Германии и Украины — тем самым завоевала бронзовую олимпийскую медаль.
После атлантской Олимпиады Бизенталь осталась в составе гребной команды Канады на ещё один олимпийский цикл и продолжила принимать участие в крупнейших международных регатах. Так, 1997 году она выступила на мировом первенстве в Эгбелете, где стала серебряной призёркой в распашных рулевых восьмёрках, придя к финишу за экипажем из Румынии.
В 1998 году на мировом первенстве в Кёльне получила бронзу в восьмёрках.
На домашнем чемпионате мира 1999 года в Сент-Катаринсе вновь выиграла бронзовую медаль в той же дисциплине. Также в этом сезоне в парных двойках отметилась победой на домашних Панамериканских играх в Виннипеге.
Находясь в числе лидеров канадской национальной сборной, благополучно прошла отбор на Олимпийские игры 2000 года в Сиднее. В составе экипажа, куда также вошли гребчихи Баффи Александер, Хизер Дэвис, Элисон Корн, Тереза Люк, Хизер Макдермид, Эмма Робинсон, Дорота Урбаняк и рулевая Лесли Томпсон, показала третий результат в восьмёрках, финишировав позади экипажей из Румынии и Нидерландов — таким образом добавила в послужной список ещё одну бронзовую олимпийскую награду.
Сразу по окончании сиднейской Олимпиады Ларисса Бизенталь приняла решение завершить спортивную карьеру и перешла на тренерскую работу. Перед началом Олимпийских игр 2004 года в Афинах была привлечена в тренерский штаб канадской национальной сборной по академической гребле.
Замужем за известным канадским гребцом Ианом Брамбеллом, бронзовым призёром Олимпийских игр 2008 года в Пекине.